# Oberea melanocephala
Oberea melanocephala är en skalbaggsart som först beskrevs av Aurivillius 1914.  Oberea melanocephala ingår i släktet Oberea och familjen långhorningar. Inga underarter finns listade i Catalogue of Life.